# شاهینک یقه‌دار
شاهینک یقه‌دار (نام علمی: Microhierax caerulescens)، گونه‌ای از پرندگان شکاری از خانواده شاهینان است.
این گونه در شبه‌قاره هند و جنوب شرق آسیا یافت می‌شود و در سراسر بنگلادش، بوتان، کامبوج، هند، لائوس، میانمار، نپال، تایلند، مالزی و ویتنام قرار دارد. زیستگاه طبیعی آن جنگل‌های معتدل است که اغلب در حاشیه جنگل‌های پهن برگ قرار دارد.